# Khomas Nampol
Khomas Nampol (auch Khomas NAMPOL bzw. Khomas NamPol), offiziell NAMPOL Khomas Region Sports Club, ist ein Sportverein aus Windhoek, der Hauptstadt Namibias. Schwerpunktsportarten des Vereins sind Fußball und Netball. Der Verein ist Teil der namibischen Polizei.
Die Fußballauswahl der Herren des Khomas Nampol FC gewann die Saison 2022/23 der zweiten Liga im Süden und stieg damit in die Namibia Premier Football League zur Saison 2023/24 auf. Die Frauenauswahl wurde 2018 namibischer Pokalsieger.
Die Netball-Mannschaft spielt in der regionalen, zweitklassigen Khomas Netball League.